# Conioscinella confluens
Conioscinella confluens är en tvåvingeart som först beskrevs av Becker 1919.  Conioscinella confluens ingår i släktet Conioscinella och familjen fritflugor. Inga underarter finns listade i Catalogue of Life.